# شعار جمهورية روسيا الاتحادية الاشتراكية السوفيتية
اعتمد شعار جمهورية روسيا الاتحادية الاشتراكية السوفيتية في 10 يوليو 1918 (أي منذ 106 سنوات، و8 شهور، و12 أيام) من قبل حكومة جمهورية روسيا الاتحادية الاشتراكية السوفيتية؛ التابعة للاتحاد السوفيتي، وتم تعديله عدة مرات بعد ذلك. يُظهر الشعار القمح كرمز للزراعة، والشمس المشرقة لمستقبل الأمة الروسية، والنجم الأحمر (كانت جمهورية روسيا الاتحادية الاشتراكية السوفيتية آخر جمهورية سوفيتية تدرج النجمة في شعار الدولة)، في عام 1978، وكذلك المطرقة والمنجل. من أجل انتصار الشيوعية و"مجتمع الدول الاشتراكية العالمي".
يوجد ايضا في الشعار باللغة الروسية نص (شعار دولة الاتحاد السوفيتي "يا عمال العالم، اتحدوا!" (بالروسية: Пролетарии всех стран, соединяйтесь!) كجزء من شعار النبالة.
يظهر اختصار اسم الجمهورية فوق المطرقة والمنجل، ويُقرأ PCФCP، وتُفسر بالروسية إلى Р оссийская С оветская Ф едеративная С оциалистическая Р еспублика، وتترجم إلى "جمهورية روسيا الاتحادية الاشتراكية السوفيتية".
تم استخدام شعارات مماثلة من قبل الجمهوريات الاشتراكية السوفيتية ذاتية الحكم داخل جمهورية روسيا الاتحادية الاشتراكية السوفيتية؛ كانت الاختلافات الرئيسية عموماً هي استخدام اختصار اسم الجمهورية ووجود الشعار بلغات الدول الفخرية (باستثناء شعار الدولة لجمهورية داغستان الاشتراكية السوفيتية الاشتراكية، الذي كان يحمل الشعار بإحدى عشرة لغة حيث توجد عدة لغات محكية في داغستان.
عام 1992 تم تغيير النقش من اختصار اسم "جمهورية روسيا الاتحادية الاشتراكية السوفيتية" (РСФСР) إلى "الاتحاد الروسي" (Российская Федерация) فيما يتعلق بتغيير اسم الدولة. عام 1993، تم استبدال التصميم الاشتراكي بشعار النبالة الحالي.

## الإصدار الأول
| الشعار الأول               |
| -------------------------- |
|                            |
| استخدم بين عاميّ 1918 و1920 |

في 24 يناير 1918، ناشد أمين مجلس مفوضي الشعب، إن بي جوربونوف، اتحاد عموم روسيا للسادة والفنيين في شركات المصانع طلباً لتقديم عينة من الختم الجديد لجمهورية روسيا الاتحادية الاشتراكية السوفيتية لمناقشتها من قبل الحكومة. وفي بداية مارس 1918، كان الرسم المطبوع جاهز، وتم تصوير سيف في وسطه. يُنسب هذا العمل إلى الفنان ألكسندر نيكولايفيتش ليو.
في 17 أبريل 1918، في اجتماع مجلس مفوضي الشعب، تمت مناقشة مسألة ختم الطوابع، وطلب من إدارة شئون مجلس مفوضي الشعب إنشاء لائحة بشأن إجراءات استخدامه. في 20 أبريل خاطب إن بي جوربونوف لجنة المجلس الصغير لمفوضي الشعب بتقرير عن التقدم في عملية الطباعة. تمت الموافقة على مشروع الطباعة (بالسيف). وقبل طرح السؤال على البيان الختامي، اقترح لينين إضافة كلمة "اشتراكي" إلى الصحافة وإزالة السيف من الصحافة، وهو ما تم بالفعل في الجلسة المسائية يوم 20 أبريل. في 15 مايو، في اجتماع المجلس المصغر لمفوضي الشعب، تم التوقيع على رسم للصحافة مكتوب عليه: "حكومة العمال والفلاحين في جمهورية الاتحاد الاشتراكي الروسي"، ولكن تم الإعراب مرة أخرى عن الرغبة في وضع رسم للصحافة. السيف على الطباعة. بعد خطب لينين، قرر المجلس الصغير لمفوضي الشعب "إزالة السيف من الرسم".
في 18 يونيو 1918، في اجتماع مجلس مفوضي الشعب، تم الاستماع إلى تقرير ي. سفيردلوف "عن الصحافة السوفيتية"، وتمت الموافقة على مشروع الطباعة بشكل عام، والتفاصيل (مسألة السيف والنص الدقيق (من النقش) تم توضيحها في اليوم التالي، 19 يونيو. وهكذا، كان للختم المظهر التالي: في الوسط، يوجد خرطوش درع مؤطر بجانبين من الحبوب مع منجل متقاطع ومطرقة؛ أدناه في النص المقالة القصيرة: " " (بدلاً من "مجلس مفوضي الشعب" في المسودة الأولى) ، وعلى المحيط: " РОССИЙСКАЯ СОЦИАЛИСТИЧЕСКАЯ ФЕДЕРАТИВНАЯ СОВЕТСКАЯ РЕСПУБЛИК А " (بدلاً من "العمال والفلاحين ....."). بدأ الفنان إميليانوف في 20 يونيو 1918 في صنع ختم نحاسي.

#### الموافقة
في الجلسة الختامية للمؤتمر الخامس لعموم روسيا لنواب العمال والفلاحين والجنود والقوزاق بتاريخ 10 يوليو 1918، تم اعتماد دستور جمهورية روسيا الاتحادية الاشتراكية السوفيتية، الذي وافق رسمياً على شعارات الجمهورية:
شعار النبالة مطابق للختم الذي تم اعتماده في 19 يونيو. والفرق الوحيد كان في وجود أشعة الشمس وفي الإشارة الدقيقة للألوان. تم إنشاء شعار النبالة للطبعة الأولى من الدستور من قبل الفنان AF Vasyutinsky من دار سك العملة في بتروغراد. وبدأ استخدام الشعار منذ 19 يوليو 1918.

### إصدارات أخرى
- بالتوازي مع إدارة شئون مجلس مفوضي الشعب، تعاملت مفوضية الشعب للتعليم مع تطوير الصحافة. نظمت إدارة الفنون بالمفوضية الشعبية للتعليم في مايو 1918 مسابقة لتطوير شعار الجمهورية الروسية. وبحسب شروط المسابقة، صورة عامل وفلاح، النص "РСФСР"، أدوات العمل، شعار "يا عمال كل البلدان، اتحدوا!" ينبغي أن تكون ممثلة في الشعار. وبحسب نتائج المسابقة فإن أفضل المشاريع كانت مشاريع ميتوريخ وألتمان وإس في تشيخونين.

شعار الجمهورية الروسية (21 مارس 1917[1] - 10 يوليو 1918)
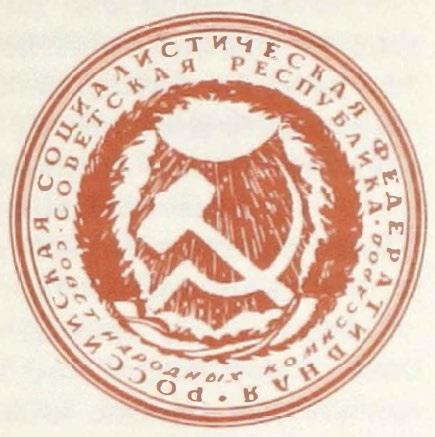
الختم الذي تستخدمه اللجنة التنفيذية المركزية لعموم روسيا
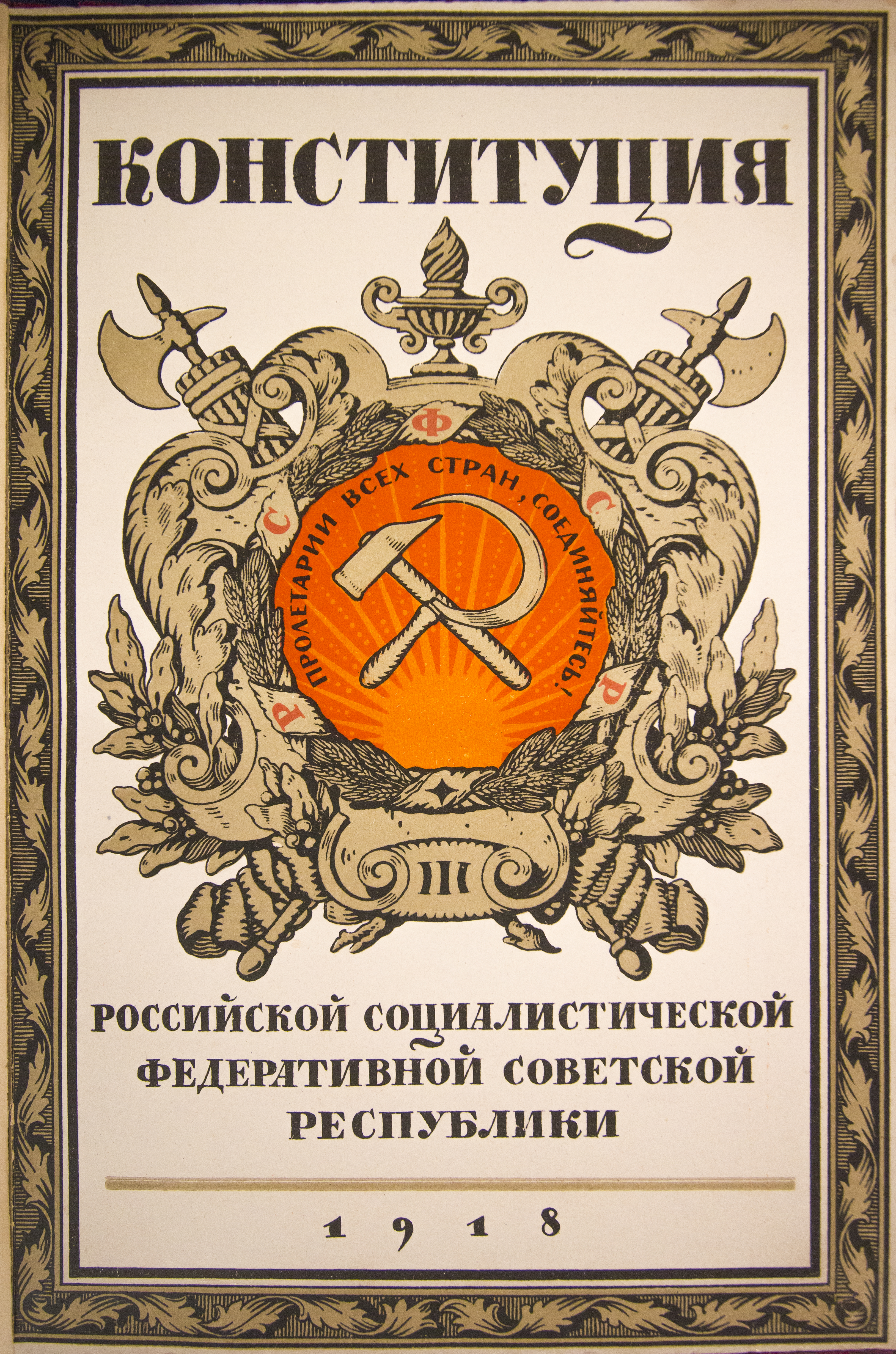
على غلاف الطبعة الأولى من دستور جمهورية روسيا الاتحادية الاشتراكية السوفيتية، رسم الفنان إي. لانسيري شعاراً آخر لجمهورية روسيا الاتحادية الاشتراكية السوفيتية. على اللوحة كان هناك منجل ومطرقة في أشعة الشمس، حولهما إكليل من الزهور مربوط بشريط ذهبي، كتبت على تقاطعاته الحروف الحمراء "РСФСР"؛ فوق المطرقة والمنجل الشعار؛ خلف الدرع شعاعان من الليكتور (رمز القوة) ؛ في الجزء السفلي من فرع البلوط.
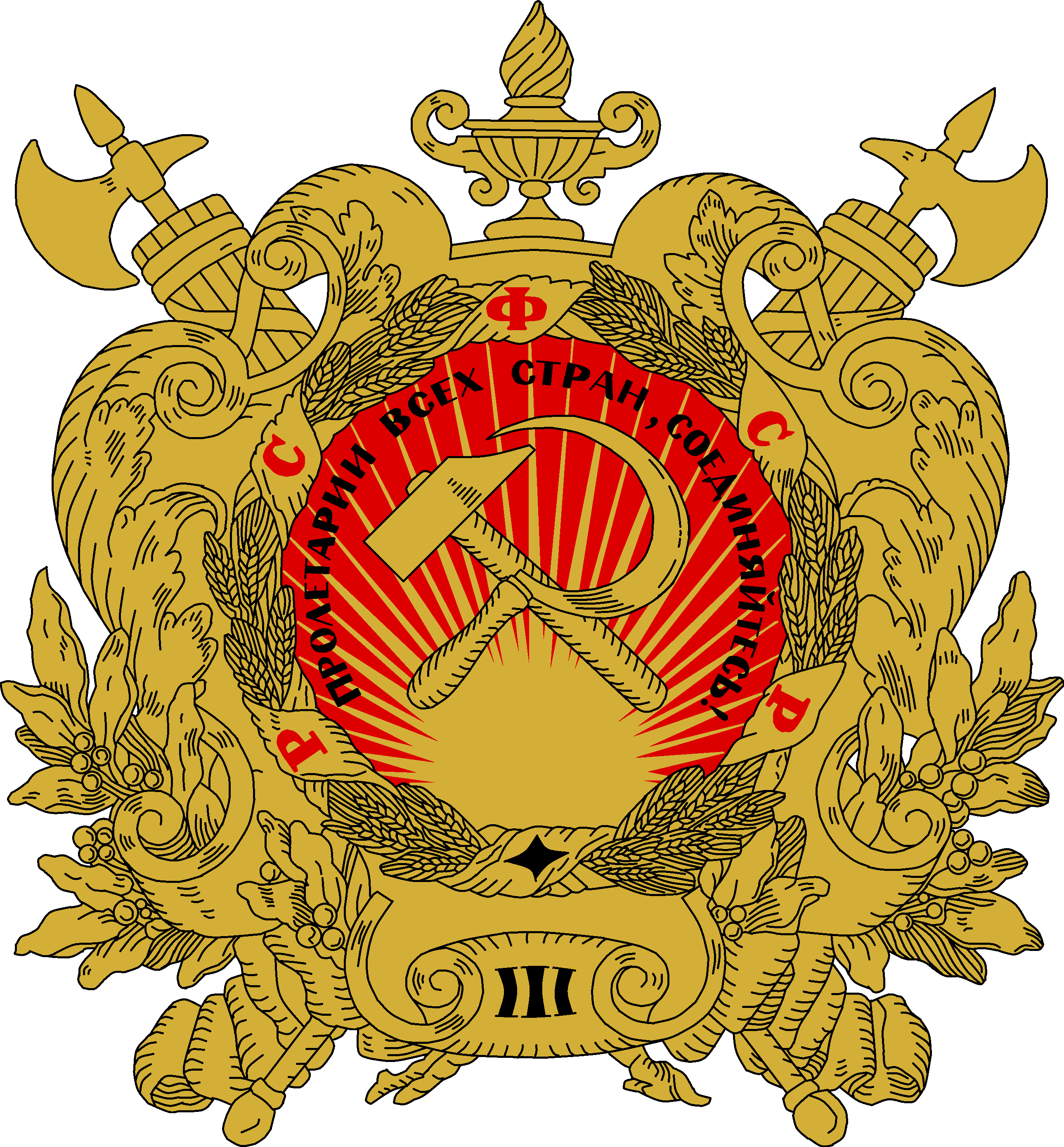
غالباً ما يتم الخلط بين الرسم الموجود على غلاف الدستور وشعار النبالة؛ فالدستور نفسه قدّم شعاراً مختلفاً.
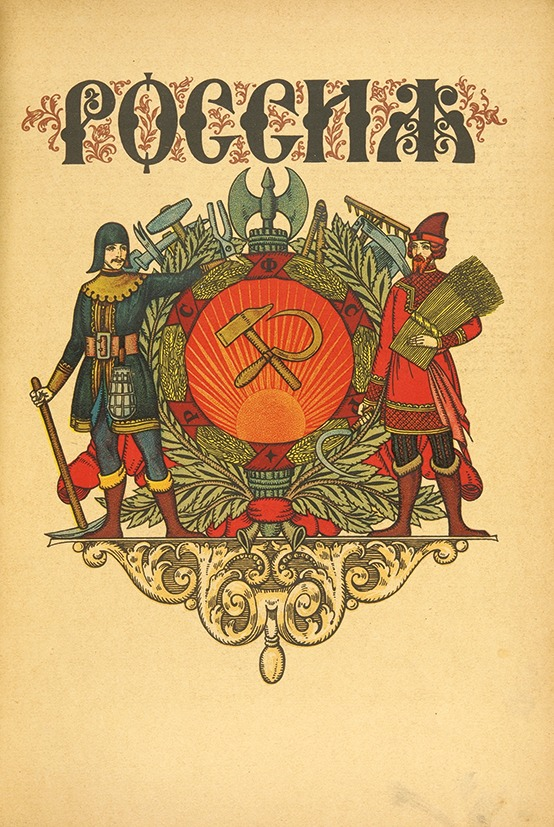
شعار نبالة مطبوع بالتقويم السوفيتي الرسمي لعام 1919
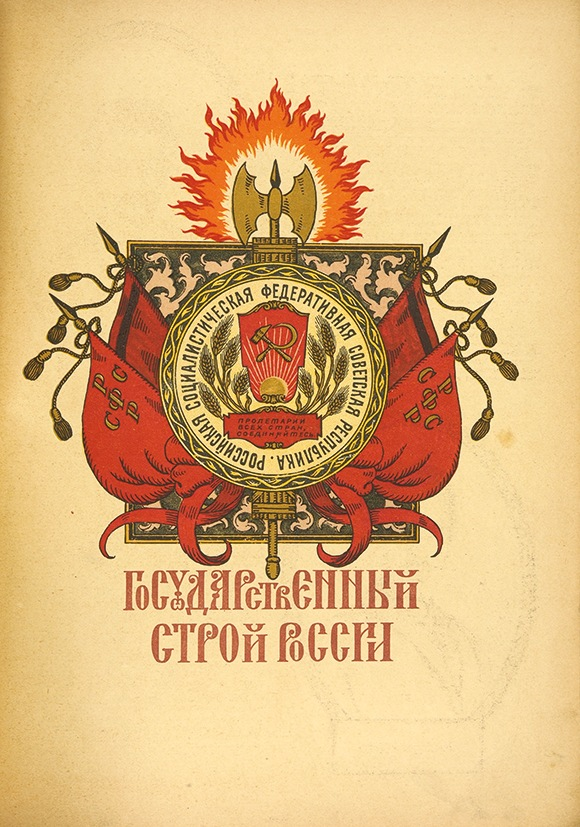
شعار نبالة مطبوع بالتقويم السوفيتي الرسمي لعام 1919
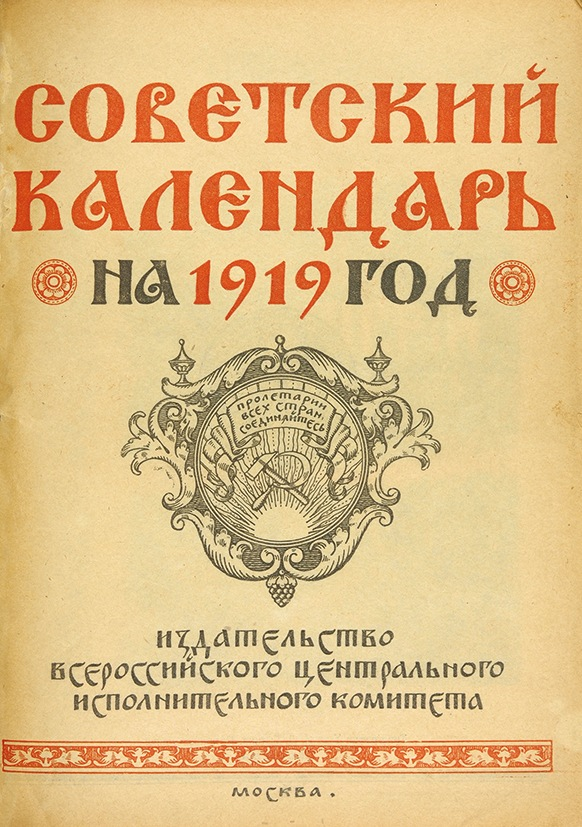
شعار نبالة مطبوع بالتقويم السوفيتي الرسمي لعام 1919
وسام الراية الحمراء، ويُلاحظ التطوير الفني للشعار الأول.
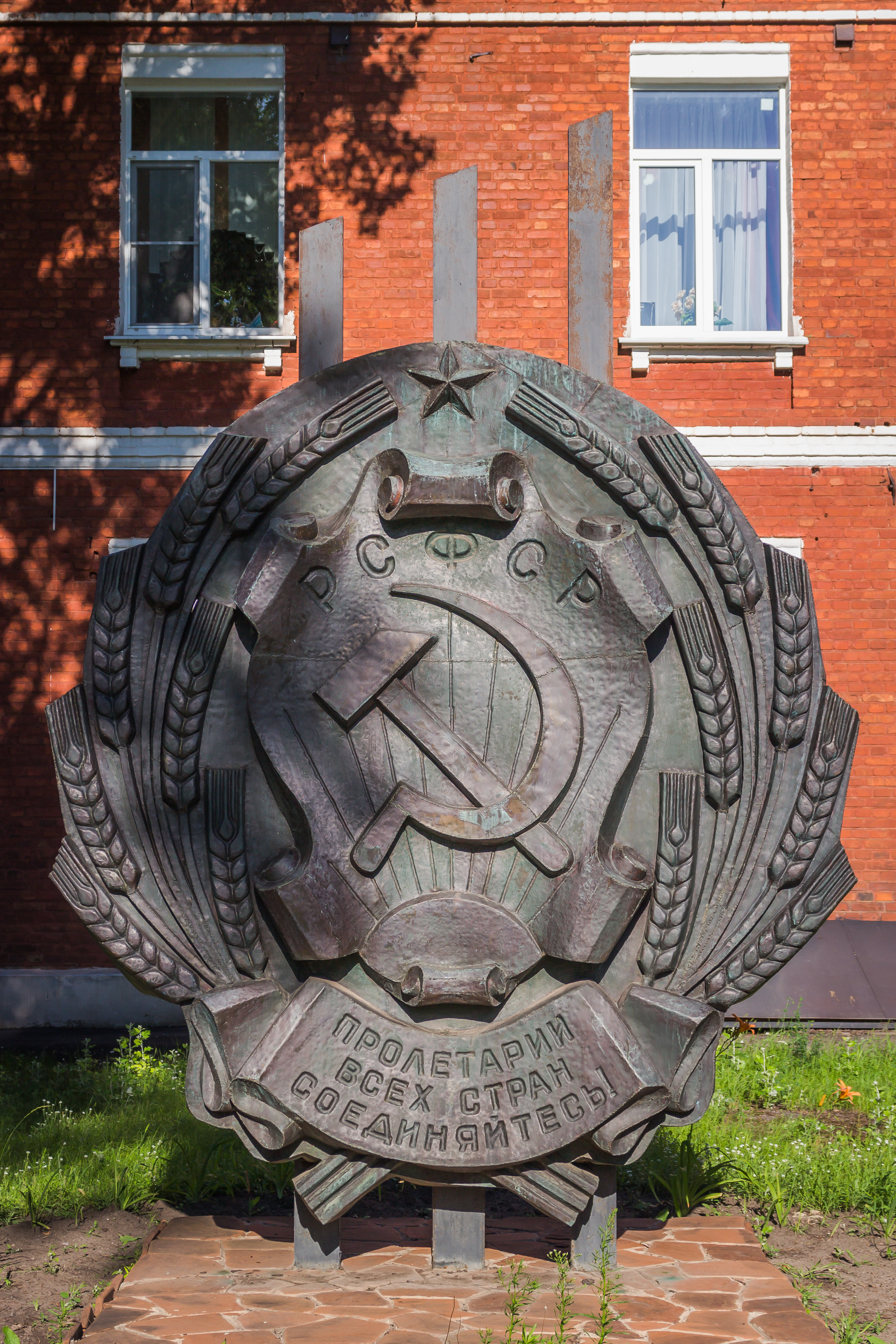
تمثال للشعار أمام مبنى عسكري سابق في كوتوفسك، مقاطعة تامبوف.
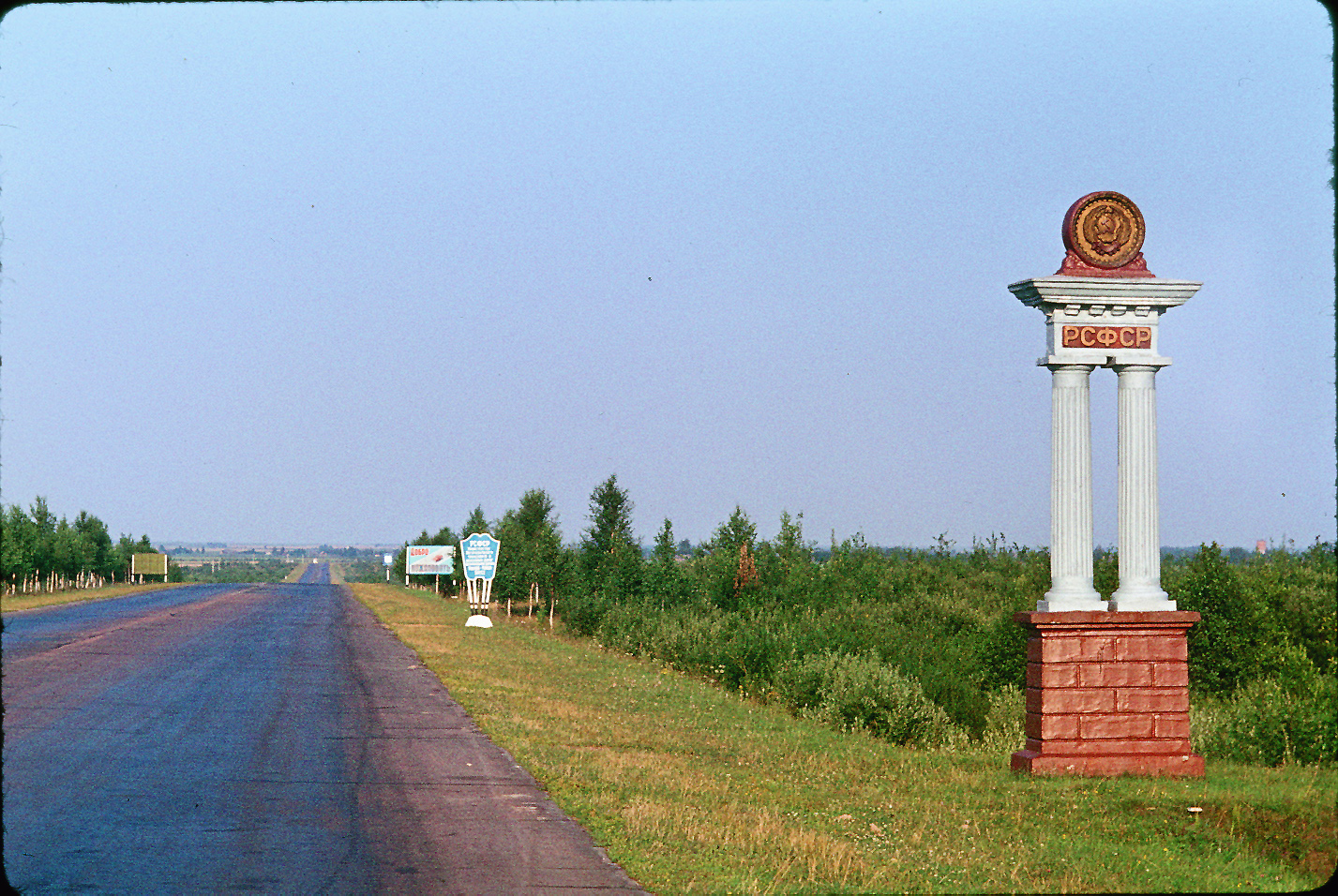
لافتة ترحيبية على حدود حدود جمهورية روسيا البيضاء الاشتراكية السوفيتية وجمهورية روسيا الاتحادية الاشتراكية السوفيتية سنة 1964.

## الإصدار الثاني
| شعار الجمهورية بحسب التتابع الزمني | شعار الجمهورية بحسب التتابع الزمني | شعار الجمهورية بحسب التتابع الزمني |
| ---------------------------------- | ---------------------------------- | ---------------------------------- |
|                                    |                                    |                                    |
| 1920 - 1956                        | 1956 - 1978                        | 1978 - 1992                        |

في بدايات عام 1920، قررت اللجنة التنفيذية المركزية لعموم روسيا تحسين الشكل الفني للصحافة (وشعار النبالة). تمت الموافقة على 20 يوليو 1920 من قبل اللجنة التنفيذية المركزية لعموم روسيا، نسخة جديدة من شعار النبالة، الذي صممه الفنان أندريف. تم وضع الشعار على الشريط الأحمر في الجزء السفلي من شعار النبالة، وتم ذكر اسم الجمهورية بشكل مختصر "РСФСР" وكان في الجزء العلوي من الدرع، على كل جانب من خرطوش الدرع محاطة بـ 7 آذان. كُتب الاختصار "РСФСР" بدلاً من الاسم الكامل "جمهورية روسيا الاتحادية الاشتراكية السوفيتية" بموجب الدستور الجديد لجمهورية روسيا الاتحادية الاشتراكية السوفيتية الذي اعتمده المؤتمر السوفيتي الثاني عشر لعموم روسيا في 11 مايو 1925،. والذي تنص المادة 87 منه على أنه :
في 30 ديسمبر 1922، شكلت جمهورية روسيا الاتحادية الاشتراكية السوفيتية، وجمهورية أوكرانيا الاشتراكية السوفيتية، وجمهورية روسيا البيضاء الاشتراكية السوفيتية وجمهورية ما وراء القوقاز الاتحادية السوفيتية الاشتراكية كياناً سياسياً اتحادياً عُرف رسمياً باسم اتحاد الجمهوريات الاشتراكية السوفيتية.

شعار جمهورية روسيا الاتحادية الاشتراكية السوفيتية على طابع بريدي عام 1937

بموجب دستور ستالين، الذي تم اعتماده في 21 يناير 1937، ظل شعار النبالة دون تغيير، ولكن تم الآن فك رموز اختصار الجمهورية بشكل مختلف: جمهورية روسيا الاتحادية الاشتراكية السوفيتية. في دستور عام 1937، تم وصف شعار النبالة على النحو التالي:

## الشعار بعد تفكك الاتحاد السوفيتي

شعار الاتحاد الروسي بعد انهيار الاتحاد السوفيتي، في الفترة من 16 مايو 1992 حتى 1 ديسمبر 1993).